# Bacanius greensladei
Bacanius greensladei är en skalbaggsart som beskrevs av Yves Gomy 1988. Bacanius greensladei ingår i släktet Bacanius och familjen stumpbaggar. Inga underarter finns listade i Catalogue of Life.